# Ескадра (ВПС)
Еска́дра (ВПС) — основне оперативно-тактичне з'єднання військової авіації низки держав, здатне самостійно вирішувати бойові завдання. Зазвичай авіаційна ескадра включає декілька однорідних полків, штаб, служби та всі необхідні підрозділи матеріального і аеродромно-технічного забезпечення. Умовно можливо прирівняти ескадру до авіаційної дивізії. У середньому у складі ескадри було від 100 до 120 літаків.

## Ескадра Люфтваффе
Ескадра (нім. Geschwader) німецьких повітряних сил у Другій світовій війні за організаційно-штатною структурою та чисельністю приблизно відповідала радянській авіаційної дивізії. Кожна ескадра мала свої тактичний номер та короткий буквену абревіатуру, в залежності від роду авіації, до якої відносилася ескадра:
- винищувальна (нім. Jagdgeschwader) — JG;
- нічних винищувачів (нім. Nachtjagdgeschwader) — NJG;
- важких винищувачів (нім. Zerstorgeschwader) — ZG;
- штурмовиків (нім. Schlachtgeschwader) — Sch.G (до 1943) та SG (з 1943);
- нічних штурмовиків (нім. Nachtschlachtgeschwader) — NSG;
- бомбардувальна (нім. Kampfgeschwader) — KG;
- швидкісних бомбардувальників (нім. Schnellkampfgeschwader) — SKG;
- пікіруючих бомбардувальників (нім. Sturzkampfgeschwader, Stukageschwader) — St.G;
- транспортна авіація (нім. Transport-geschwader) — KGzbV (до 1943) або TG; (з 1943)
- навчально-бойова змішана (нім. Lehrgeschwader) — LG;
- авіація спеціального призначення (нім. zur besonderen Verwendung) — zbV.

Наприклад, винищувальна ескадра позначалася абревіатурою JG (від нім. Jagdgeschwader). Відповідно, 52-а винищувальна ескадра Люфтваффе позначалася JG52.
Кожна ескадра Люфтваффе складалася з груп (нім. Gruppe) яких було від трьох до початку війни до чотирьох до її кінця. Групи позначалися римськими цифрами від I до IV. Відповідно, позначення третьої групи 52-ї винищувальної ескадри — III./JG52.
У складі кожної групи перебувало від трьох до чотирьох ескадрилей (нім. Staffel) залежно від етапу війни. Ескадрильї позначалися арабськими цифрами від 1 до 16 за порядком перебування в групі. Ескадрильї позначалися, наприклад, так — 7./JG52.
Чотири ланки або шість пар об'єднувалися в ескадрилью (штаффель). Один з командирів ланки одночасно є командиром ескадрильї (нім. Staffelkapitaen (Staffelfuehrer). Штатна категорія — оберлейтенант — гауптман.
Стандартно в ескадрильї було за штатом 12 літаків, але могло число літаків доводитися до 15. У разі втрат, при числі літаків в ескадрильї 5-менш ескадрилья розформовувалася і вивільнені літаки надходили на доукомплектування інших ескадрилей.
Типова штабна ланка мала п'ять літаків на чотирьох льотчиків. Командир ескадри мав відразу два літаки. Його штатна категорія майор (нім. Major) — оберстлейтенант (нім. Oberstleutnant) — оберст (нім. Oberst). До складу штабної ланки, крім нього, входили начальник штабу, ад'ютант ескадри та оперативний офіцер.
У середньому в складі ескадри було від 100–120 літаків до 170 літаків.

### Ескадри штурмової авіації Люфтваффе
Ескадра була найбільш великим формуванням штурмової авіації. Ескадра складалася з трьох груп (ескадра SKG10 складалася з чотирьох груп) і штабної ланки. Крім того, до складу ескадри, як правило, входила окрема навчально-бойова ескадрилья (нім. Ergaenzugsstaffel) і могли також входити одна або дві окремі ескадрильї винищувачів танків. У ряді випадків зі складу ескадри могли виділятися від однієї ескадрильї, до двох груп, які тимчасово оперативно (тільки оперативно!) Могли тимчасово підпорядковуватися іншій авіадивізії, авіакорпусу, або навіть повітряному флоту. За штатом ескадра мала 147–171 літак-штурмовик.
Ескадри штурмової авіації поділялися на такі типи:
- Schlachtgechwader (SG), ескадра безпосередньої підтримки військ.
- Stuerzgechwader (STG) ескадра пікіруючих бомбардувальників.
- Shnellerkampfgechwader (SKG) ескадра швидкісних бомбардувальників.
- Lehrgechwader-(LG) — навчальна ескадра.

У Люфтваффе були такі штурмові ескадри (число після абревіатури позначає номер ескадри):
- SG9, SG10, SG151, SG152;
- STG1, STG2, STG3, STG5, STG51, STG76, STG77;
- SKG10, SKG 210;
- LG2.

У Люфтваффе були такі штурмові ескадри пікіруючих бомбардувальників (StG) (число після абревіатури позначає номер ескадри): STG1, STG2, STG3, STG5, STG77, STG101, STG102, STG151.
Дві ескадри — StG101 і StG102 — були сформовані в Парижі наприкінці 1942 — початку 1943 і ніякої участі в бойових діях, як StG, не брали. Зазначені ескадри діяли на таких ТВД:
- STG1 — німецько-радянський фронт;
- STG2 — німецько-радянський фронт
- STG3 — Середземномор'я, Африка
- STG5 — Фінляндія, Норвегія
- STG77 — німецько-радянський фронт
- STG151 — Балкани